# Daniel Ducommun du Locle

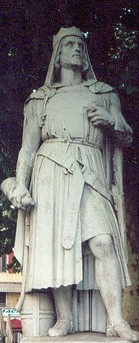
Raimbaud II, greve av Oranien.

David-Henri-Joseph Ducommun du Locle, född 8 april| eller 15 april 1804 i Nantes, död [6 april eller 11 september 1884 i Rethel, var en fransk bildhuggare, känd under pseudonymen Daniel.
Ducommun du Locle, som var lärjunge av Bosio och Cortot, gjorde sitt namn bekant genom flera byster och statyer, såsom Kleopatra (1847 i marmor, 1855 i brons), kolossalstod av Raimbaud II, greve av Oranien (1846), staty av Musiken (1856, i nya Louvren) och främst genom en stor med sju statyer prydd fontän (i hans födelsestad).